# 坎加略區
13°37′45″S 74°08′40″W / 13.6293°S 74.1444°W
坎加略區（西班牙語：Distrito de Cangallo），是秘魯的一個區，位於該國中南部阿亞庫喬大區的坎加約省，面積188.6平方公里，海拔高度2,577米，2005年人口7,045，人口密度每平方公里37人。